# Montemayor (kommunhuvudort)
Montemayor är en kommunhuvudort i Spanien.   Den ligger i provinsen Province of Córdoba och regionen Andalusien, i den södra delen av landet, 300 km söder om huvudstaden Madrid. Montemayor ligger 368 meter över havet och antalet invånare är 3 946.
Terrängen runt Montemayor är platt åt nordost, men åt sydväst är den kuperad. Montemayor ligger uppe på en höjd. Runt Montemayor är det ganska tätbefolkat, med 129 invånare per kvadratkilometer. Närmaste större samhälle är Montilla, 8,6 km sydost om Montemayor. Trakten runt Montemayor består till största delen av jordbruksmark.